# Beijing BJ6700
Als Nachfolger der Omnibusserie des Beijing BJ-130 wurde 1988 der Beijing BJ6700 auf dem chinesischen Markt eingeführt. Er bot für 27 oder 31 Fahrgäste Platz. Die Basis stellte der BJ1061.
Die Fahrzeuglänge ist mit 6690 mm beim 27-Sitzer und mit 6970 mm beim 31-Sitzer angegeben. 3765 mm Radstand (SWB) und 3800 mm Radstand (LWB)
Die Palette der Dieselmotoren beinhaltet die Typen 4102BQ, 4BG1 und 4HF1 mit einer Leistung von 70,6 bis 88 kW.
Einen Nachfolger für den BJ6700 hat es bis heute nicht gegeben. Stattdessen lief wenige Jahre später mit dem BAW Street Line die Busproduktion für den russischen Markt an.